# برگ بویی نیوزیلندی
برگ بویی نیوزیلندی (نام علمی: Laurelia novae-zelandiae) نام یک گونه از سرده برگ‌بویی‌های جنوبی است.